# Holubinka zápašná
Holubinka zápašná (Russula subfoetens), jinak také holubinka páchnoucí, je druh houby z čeledi holubinkovitých (Russulaceae).

## Znaky
Klobouk v průměru dorůstá 5-10 cm, tvarem přechází z kulovitého na klenutý, plochý až mělce vmáčklý. Okraje jsou podvinuté, výrazně uzlinatě rýhované. Pokožka je suchá, u mladých plodnic typicky slizká, je do 1/3 slupitelná, barvu má žlutohnědou až okrově hnědou.
Lupeny jsou bílé až máslově žluté, u dospělých plodnic i rezavě skvrnité, prokládané menšími lupénky, chutnají palčivě, u třeně jsou zoubkem sbíhavé, na klobouku jsou hustě uspořádané, postupně řídnou. Výtrusný prach je smetanový.
Třeň je až 10 cm dlouhý, válcovitý, obdobně jako lupeny bílý, žlutý až rezavě skvrnitý (to je výrazné zejména na bázi a na spodní části třeně), uvnitř houbovitý či komůrkatě dutý.
Dužnina je tuhá, bílá, stářím žloutne, nepříjemnou vůní připomíná kombinaci žluklého oleje a ovoce, chuťově je mírná až palčivá.

## Užití
Nejedlá houba

## Ekologie
Po celé léto roste tato houba pod duby, buky a břízami, na substrát nemá krom většího stínu a humidity žádné zvláštní nároky. 

## Rozšíření
Výskyt tohoto druhu byl popsán v oblastech Evropy, Severní Ameriky a Ruska.

## Galerie

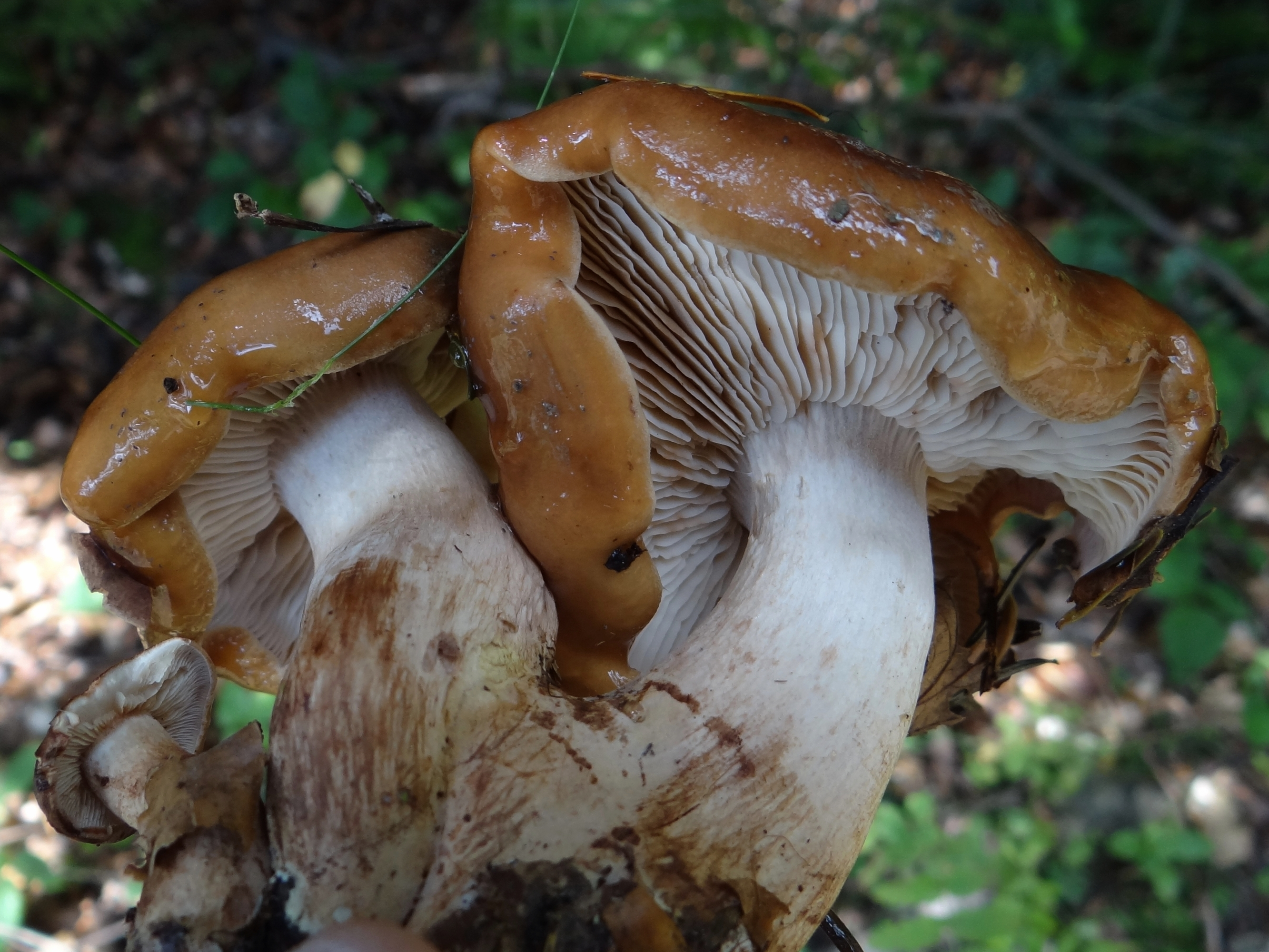
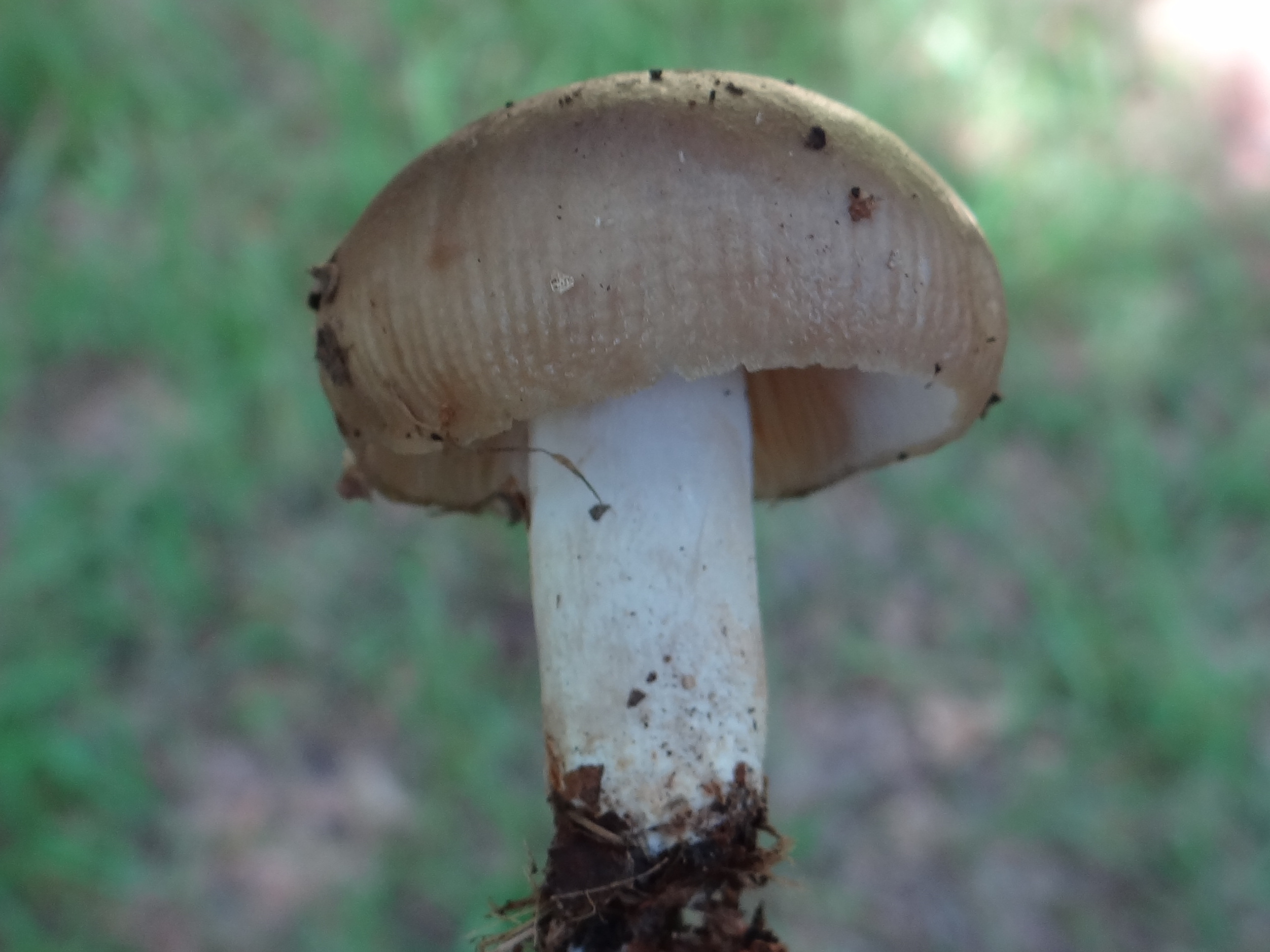
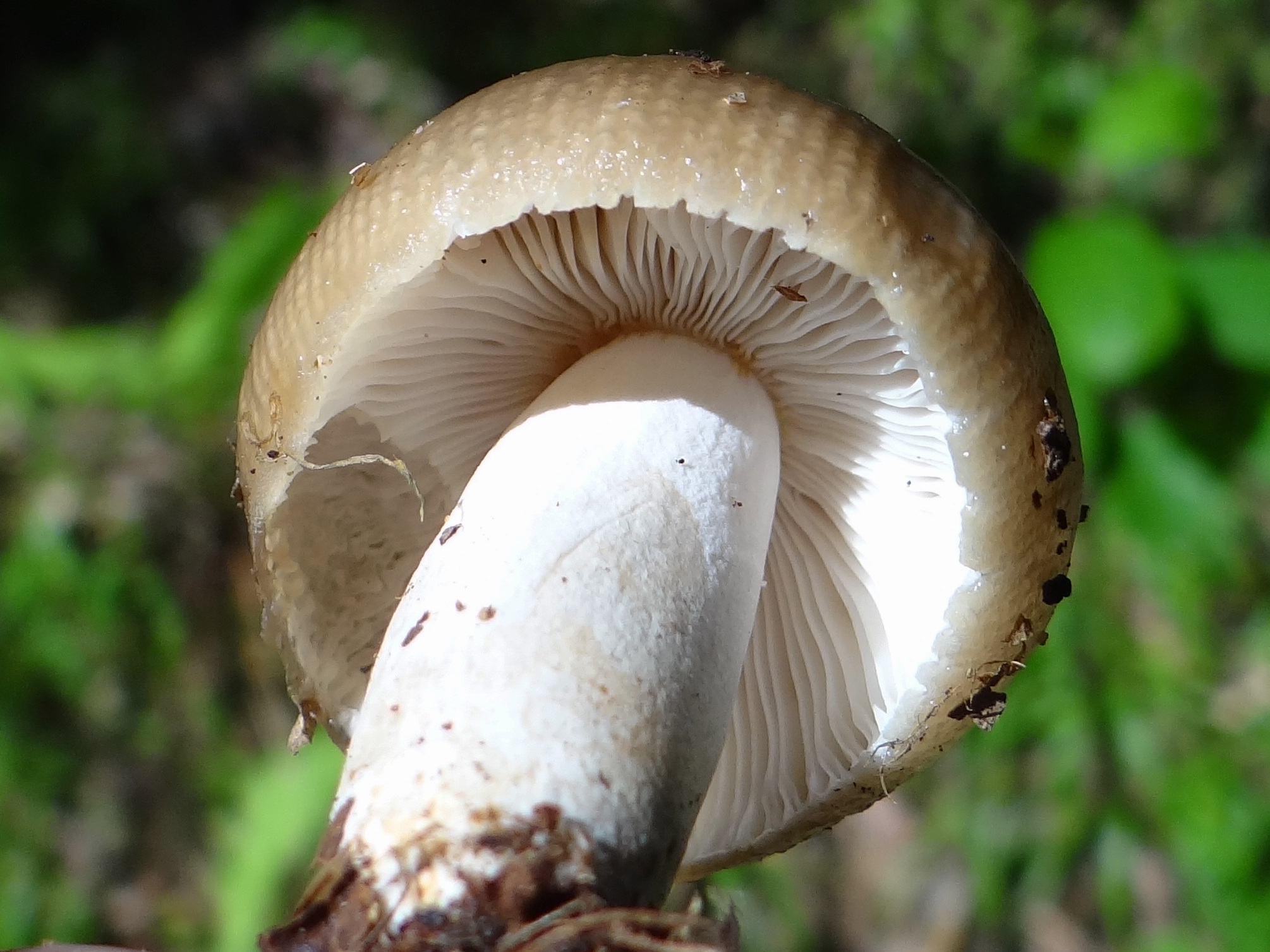
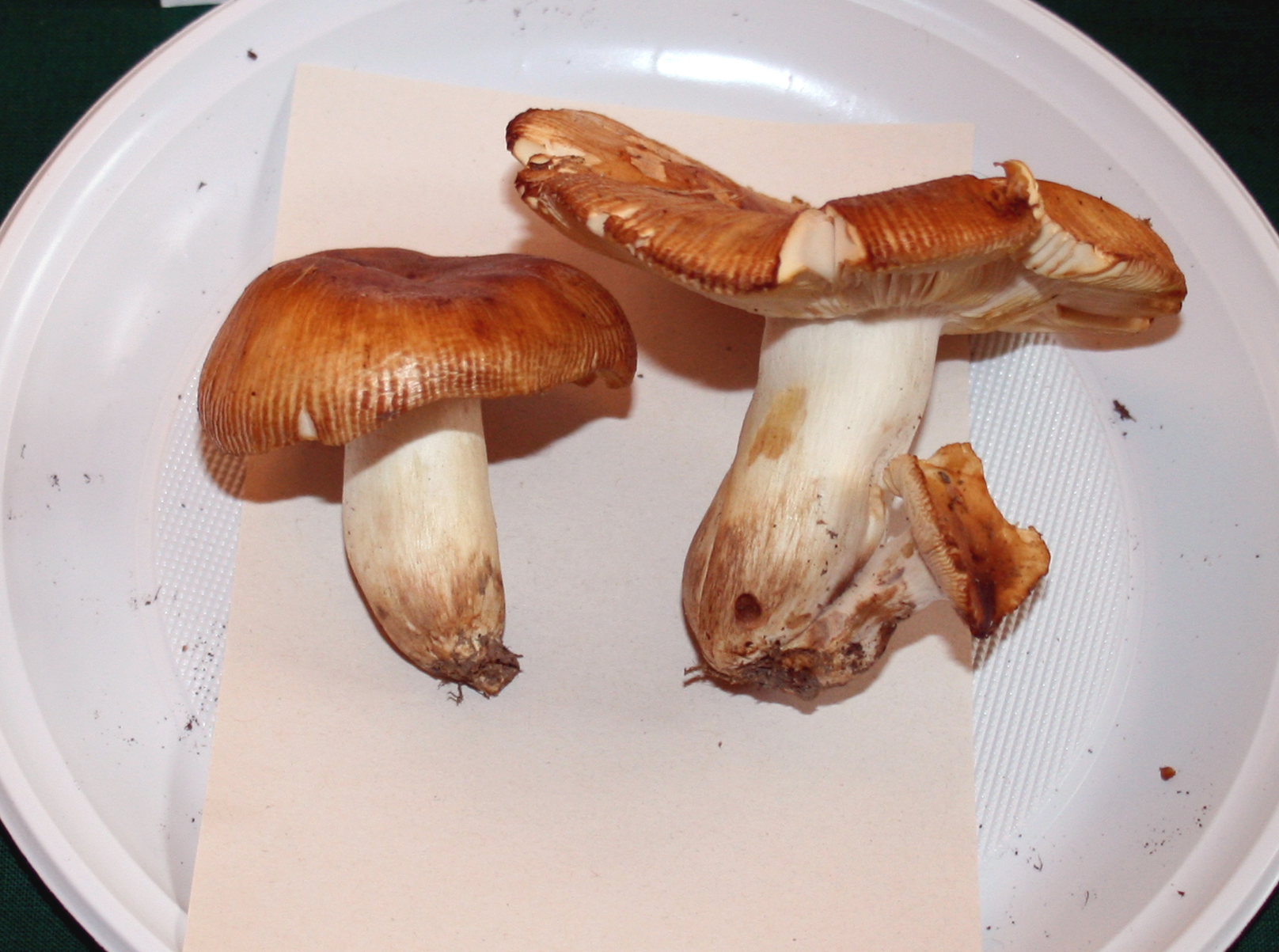

## Možnost záměny
- Holubinka hořkomandlová (Russula laurocerasi)
- Holubinka smrdutá (Russula foetens)
- Holubinka tmavolemá (Russula illota)
- Holubinka marcipánová (Russula fragrantissima)